# Точак времена (ТВ серија)
Точак времена (енгл. The Wheel of Time) америчка је фантастична телевизијска серија, објављена на Amazon Prime Video-у. Серија је темељена на истоименој серији романа Роберта Џордана и продуцирале су је Sony Pictures Television и Amazon Studios, док Рејф Џадкинс радио као шоуранер.
Прва сезона, која се састоји од осам епизода, премијерно је емитована на Prime Video-у 19. новембра 2021. године, при чему су прве три епизоде објављене одмах, а преосталих пет на недељном нивоу након тога, што је кулминирало финалом сезоне 24. децембра 2021. године. Друга сезона је емитована од 1. септембра до 6. октобра 2023, док је трећа сезона емитована од 13. марта до 17. априла 2025. године.

## Радња
Точак времена прати Моираину, чланицу Аес Седаи, моћне организације жена које могу да каналишу Једну моћ. Са својим заштитником, Ланом, она тражи групу од пет младих сељана из осамљеног села Две Реке, верујући да је један од њих реинкарнација Змаја, изузетно моћног канала који је сломио свет. Проречено је да ће Поноворођени Змај или спасити свет од исконског зла познатог као Мрачни, или га још једном сломити.

## Епизоде
| Сезона | Сезона | Епизоде | Епизоде | Оригинално емитовање | Оригинално емитовање |
| Сезона | Сезона | Епизоде | Епизоде | Премијера            | Финале               |
| ------ | ------ | ------- | ------- | -------------------- | -------------------- |
|        | 1.     | 8       | 8       | 19. новембар 2021.   | 24. децембар 2021.   |
|        | 2.     | 8       | 8       | 1. септембар 2023.   | 6. октобар 2023.     |
|        | 3.     | 8       | 8       | 13. март 2025.       | 17. април 2025.      |

### 1. сезона (2021)
| Бр. еп. | Наслов            | Редитељ        | Сценариста                      | Премијера          |
| ------- | ----------------- | -------------- | ------------------------------- | ------------------ |
| 1       | Полазак           | Ута Бризвитц   | Рејф Џадкинс                    | 19. новембар 2021. |
| 2       | Сенка која чека   | Ута Бризвитц   | Аманда Шуман                    | 19. новембар 2021. |
| 3       | Безбедно место    | Вејн Јип       | Близанци Кларксон               | 19. новембар 2021. |
| 4       | Поноворођени Змај | Вејн Јип       | Дејв Хил                        | 26. новембар 2021. |
| 5       | Крв тражи крв     | Сали Ричардсон | Селин Сонг                      | 3. децембар 2021.  |
| 6       | Пламен Тар Валона | Сали Ричардсон | Џастин Џуел Гилмер              | 10. децембар 2021. |
| 7       | Мрак дуж Путева   | Киран Донели   | Аманда Шуман и Кетрин Б. Макена | 17. децембар 2021. |
| 8       | Зеница света      | Киран Донели   | Рејф Џадкинс                    | 24. децембар 2021. |